# Body&Soul
Body&Soul este o formație de muzică românească din anii '90. Printre videoclipurile intens difuzate ale acestei formații se numără: Superfemei, Băieții știu ce vor, Chiar dacă vei pleca, Ne-au topit căldurile etc.
Trupa Body&Soul a luat naștere în anul 1993, iar membrii formației: George, Laurențiu, Florin, Lucian și Bogdan au debutat ca dansatori înființând o trupa de dans, urmând ca timp de trei ani să participe la diferite turnee naționale alături de vedete autohtone.
În 1996, compozitorul Mihai Alexandru este cel care a descoperit ca băieții au si calități vocale și i-a încurajat să înființeze și o trupa de muzica dance cu același nume. Între timp, Lucian, unul din membrii trupei, se hotărăște să își părăsească colegii și astfel Body&Soul rămâne în patru: George, Laurențiu, Florin și Bogdan.
În vara anului 1997, Body&Soul debutează oficial pe scena muzicală românească, luând parte
la Festivalul de la Mamaia, unde primesc și premiul de „Originalitate” la secțiunea Interpretare.
Tot în vară, dar de aceasta dată în anul 1999, Body&Soul sunt semnați printr-un contract de producție la casa de discuri Intercont Music și la scurt timp după ce au început colaborarea, a ieșit pe piață primul lor album muzical, intitulat ”Pot să-ți dau” precedat de single-ul „Cum aș putea”, lansat
în luna mai a aceluiași an.
După un an de la semnarea cu Intercont Music, trupa simte nevoia unei schimbări, iar aceasta vine odată cu încheierea unui nou contract de colaborare cu Media Pro Music. În iulie 2000, grupul lansează cel de-al doilea album, numit „Super”, în colaborare cu Bobby Stoica (orchestrație) și Dan Badea (versuri). Succesul nu se lasă așteptat, iar single-ul „Super femei” devine hit-ul verii 2000, urmând ca în toamnă să iasă pe piață o noua piesă Body&Soul, „Băieții știu ce vor”. După trei turnee naționale, trupa lansează un al treilea extras de pe albumul „Super”- „Chiar daca vei pleca”, timp în care se și începe lucrul la un nou album.
În anul 2001, se lansează „ Trup si suflet”, ce reușește să pună în valoare calitățile vocale ale celor patru soliști, piesele remarcându-se printr-un sound de calitate superioară, iar muzica și textul fiind semnate exclusiv de trupă. „Ne-au topit căldurile” și „În noapte mă trezesc” sunt single-uri lansate ce au avut parte de mult succes.
În luna februarie 2002, Body&Soul iese pe piață cu un al treilea extras de pe album, o baladă, intitulată „Trup și suflet”. Deși au fost puțin sceptici în ceea ce privește aceasta baladă, obișnuind publicul cu muzică dance, publicul a gustat și această piesă ca pe toate celelalte marca Body&Soul.
Evoluția nu a întârziat să apară la trupa Body&Soul și astfel, în august 2002, se decid să rămână pe cont propriu și își înființează propria casă de producție, cu numele InoMusic, și propriul studio muzical, unde înregistrează noul album „Hey baby”, reprezentând munca băieților timp de șase luni de zile, iar amprenta pe text și muzica este 100% Body&Soul. Surprind publicul român și de această dată prin lansarea unui videoclip ce cuprinde doua piese: „Hey baby” și „Cât aș vrea”. În timpul promovării noului material, Bogdan, unul din membrii trupei, hotărăște să înceapă o carieră solo și părăsește formația, iar George, Laurențiu și Florin se văd nevoiți să înceapă lucrul la un nou album, modificând totodată și vechile melodii, adaptându-le în varianta de trei.
În luna mai 2003, Body&Soul lansează cel de-al patrulea material discografic, intitulat sugestiv „În 3”. Adunând noi forțe și o nouă echipă în jurul lor, trupa înregistrează un nou succes și, așa cum și-au obișnuit publicul și fanii, au revenit cu un nou material muzical de primă audiție, plin de viață și dragoste. Albumul aduce un nou stil în muzica ce îi reprezintă în totalitate și care conține zece piese plus două track-uri bonus și două remix-uri la piesa „O noapte lângă ea”, o variantă disco realizată de Florin, membrul trupei Body&Soul, și o variantă house realizată de Rareș de la trupa „Impact”.
Primele piese alese ca single-uri de pe album sunt „O noapte lângă ea” și „Unde ești?”. Din punct de vedere al compoziției, s-a insistat pe instrumente acustice, ce evidențiază calitățile vocale ale fiecăruia. Piesele „O noapte lângă ea” și „Unde ești?” (a treia baladă), au fost compactate într-un videoclip ce a avut un real succes și nenumărate apariții în presă și televiziune, cât și turnee naționale. A urmat al treilea extras de pe albumul „În 3” - „Îmi spui” - o piesă de dragoste foarte frumoasă.
În vara anului 2004, vara featuring-urilor cum au denumit-o băieții, se lansează un nou single și un nou videoclip la piesa „El și ea”, în colaborare cu Selena de la trupa Candy. Anul 2004 a fost un an plin de concerte, dar și multă muncă, trupa începând lucrul la al șaselea album din cariera lor. În toamnă, băieții ne spun „O poveste fără sfârșit”, alături de Mădălina.
Pe 10 iunie 2005, se lansează noul album Body&Soul, intitulat „ 6ase”, album lansat în parcul Herăstrău. Acest album a fost rezultatul unui an de munca, dar și a prieteniilor legate în timpul concertelor susținute în țară alături de alți artiști. Acest album a fost numit și „Body&Soul Featuring” deoarece trupa și-a invitat prietenii în studio și au pornit o colaborare la acest proiect. Printre numele cunoscute menționăm: Selena, Ank de la trupa Asia, Daddy Fizz etc.. La această fastuoasă lansare de album au fost invitați prietenii apropiați ai trupei, colaboratori, oameni de presă, fani devotați, iar laitmotivul petrecerii au fost căpșunile, simbol ce apare și pe coperta albumului.
Acest al șaselea album conține zece piese din care trei remix-uri la melodii precum „Taraful”, „El și ea” și „Fără sfârșit”, realizate de Florin - Body&Soul. Videoclipul nu se lasă așteptat, iar piesa care se bucură de vizualizare este „Taraful”, un featuring cu Daddy Fizz, o piesă ce intră în clasamentul celor mai cerute piese pe TV K Lumea la vremea respectivă.
Anul 2006 se anunță un an plin de schimbări și, pe lângă faptul că își întăresc echipa pe management, își adună în jurul lor oameni care se ocupă de imagine. Colaborările au continuat și printre numele mari amintim: Laurențiu Duță, Gabi Huiban, actorul Cosmin Seleși, etc.
În luna iunie 2006, trupa filmează un videoclip la piesa „Cine”, primul single extras de pe albumul „Weekend”, videoclip realizat de echipa lui Marin Crișan.
Începutul anului 2012 a fost pentru băieți plin de planuri muzicale, planuri care au fost puse în aplicare, iar surprizele din partea lor nu contenesc să apară. De la începutul anului au scos piesă după piesă, printre care amintim: „Your Love”, „Move it baby”, „Fly with you” și „Vreau să cumpăr timp”.
În prezent se lucrează la un nou proiect muzical, în colaborare cu Mihai Alexandru și se anunță și filmarea unui videoclip.
Planurile trupei, începând cu acest an 2012, includ și dezvoltarea propriei case de discuri Ino Music, loc unde artiști precum Alya și Northway & Electric Pulse și-au făcut debutul. Formația Body&Soul a făcut pauză din anul 2014 până-n anul 2017, când au revenit în forță, lansând "Sexy Fresh" în luna August și "Viața-i un film" în luna Septembrie din proiectul "Una pe lună", urmând și ca în luna Octombrie să lanseze o noua melodie.
http://www.inomusic.ro/body-ino.php Arhivat în 21 martie 2016, la Wayback Machine.
https://www.youtube.com/user/inomusicofficial/videos
https://www.facebook.com/BodyandSoul.ro/
https://www.instagram.com/bodyandsoulofficial/
https://twitter.com/BodyandsoulRo
În anul 2018, Laurențiu de la Body&Soul (alias 2Bad) lansează melodia " In Havana" împreună cu Tamiga  și melodia "Heaven". În anul 2019, Laurențiu mai lansează cu Tamiga și melodia "Doar a ta", iar compozitorul principal al melodiilor este Florin Olteanu, membru al formației Body&Soul.
- Tamiga & 2Bad - In Havana https://www.youtube.com/watch?v=U1s7eOui_NE
- Tamiga & 2Bad - Heaven https://www.youtube.com/watch?v=5emM7S1oDAA
- Tamiga & 2Bad - Doar a Ta https://www.youtube.com/watch?v=2vMgxEjJCTM